# Acrostichum
Genre
Acrostichum est un genre de fougère de la famille des Pteridaceae.

## Histoire
Acrostichum est un genre de fougère de la sous famille des Parkerioideae. C'est l'un des premiers genres de ptéridophytes reconnu par Linné. Il était à l'origine très large, incluant toutes les fougères dont les sores étaient apparemment « acrostichoïdes », c'est-à-dire distribués en une masse uniforme sur le dos de la fronde, plutôt qu'organisés en sores discrets. Cela a conduit Linné à inclure des espèces telles que Asplenium platyneuron dans le genre, parce que le spécimen qu'il a reçu avait des sores si serrés qu'il semblait acrostichoïde.
Depuis que Acrostichum aureum est considéré comme le type du genre, celui-ci est maintenant étroitement circonscrit au genre naturel de trois espèces, qui sont alliées au genre Ceratopteris. Elles sont collectivement connues sous le nom de « fougères cuir » ou « fougères marais cuir », les membres du genre étant communément trouvés dans les marais. Les espèces d'Acrostichum sont des fougères massives, dont les frondes peuvent atteindre 3 m de hauteur, qui dépendent d'une existence semi-aquatique. Elles ne supportent pas une immersion prolongée, mais ont besoin de racines humides. L'espèce Acrostichum aureum est connue pour sa grande tolérance à l'eau salée, poussant dans les mangroves.

## Species
Phylogeny of Acrostichum.
|  | A. danaeifolium Langsd. & Fisch. (Inland leather fern)                                                          |
|  | |
|  | \| \| A. aureum L. (Coast/golden leatherfern) \| \| \| \| \| \| A. speciosum Willd. (Mangrove fern) \| \| \| \| |
|  | |
|  | A. aureum L. (Coast/golden leatherfern)                                                                         |
|  | |
|  | A. speciosum Willd. (Mangrove fern)                                                                             |
|  | |

|  | A. aureum L. (Coast/golden leatherfern) |
|  |                                         |
|  | A. speciosum Willd. (Mangrove fern)     |
|  |                                         |

|  | A. danaeifolium Langsd. & Fisch. (Inland leather fern)                                                          |
|  | |
|  | \| \| A. aureum L. (Coast/golden leatherfern) \| \| \| \| \| \| A. speciosum Willd. (Mangrove fern) \| \| \| \| |
|  | |
|  | A. aureum L. (Coast/golden leatherfern)                                                                         |
|  | |
|  | A. speciosum Willd. (Mangrove fern)                                                                             |
|  | |

|  | A. aureum L. (Coast/golden leatherfern) |
|  |                                         |
|  | A. speciosum Willd. (Mangrove fern)     |
|  |                                         |

Autre espèce:
- Acrostichum preaureum fossil plant.

## Systématique
Le nom correct complet (avec auteur) de ce taxon est Acrostichum L..
Ce taxon porte en français les noms vernaculaires ou normalisés suivants : Acrostiche, Acrostic, Acrostique.